# Alphons Roellinger
Alphons Alexander Roellinger (* 29. Dezember 1849 in Eschentzweiler; † 15. März 1918 in Gebweiler) war katholischer Geistlicher und Mitglied des Deutschen Reichstags.

## Leben
Roellinger besuchte die kleinen Seminare Lachapelle-sous-Rougemont und Straßburg und studierte Theologie in Zillisheim, im großen Seminar zu Besançon und zuletzt im großen Seminar zu Straßburg. Er diente als Freiwilliger zur Zeit des Deutsch-Französischen Krieges und wurde am 21. Januar 1871 zum sous-lieutenant ernannt.
Von 1873 bis 1890 Vikar an der Stephanskirche zu Mülhausen und Präses des katholischen Jünglingsvereins, von 1890 bis 1896 Pfarrer in Issenheim und seit 1896 Kantonalpfarrer in Gebweiler.
Von 1898 und 1907 war er Mitglied des Deutschen Reichstags für den Wahlkreis Reichsland Elsaß-Lothringen 4 (Gebweiler).
In Issenheim wurde 1985 die Rue du Chanoine Roellinger nach ihm benannt.